# Banksia grossa
Espèce
Statut CITES
Banksia grossa est une espèce d'arbustes de la famille des Proteaceae endémique du sud-ouest de l'Australie.